# Deny (Band)
Deny (bzw. DENY) war eine Post-Hardcore-Band aus dem argentinischen Buenos Aires, die von 2007 bis 2019 bestand.
Die Gruppe, welche bis zu ihrer Auflösung aus Nazareno Gomez (Screamings), Joaquín Ortega (E-Gitarre, Gesang), Mateo Sevillano (E-Gitarre), Juan Pablo Uberti (E-Bass, Gesang) und Agustín Dupuis (Schlagzeug) bestand, wurde im Mai 2007 gegründet und veröffentlichte bisher eine EP, zwei Alben und eine DVD. Diese sind lediglich in Lateinamerika erhältlich, können allerdings über ihrem derzeitigen Label, Pinhead Records, auch außerhalb Südamerikas erstanden werden.
Die Gruppe spielte auf nationaler Ebene und absolvierte zudem mehrere Konzerte in Chile, Brasilien und Uruguay. Auf Konzerten trat DENY bereits mit Silverstein, Alesana, Memphis May Fire, August Burns Red, Blessthefall und A Day to Remember auf. Die Songtexte der Gruppe sind allesamt, bis auf drei Demo-Stücken, auf Spanisch verfasst.

## Geschichte

### 2007–2011: Gründung und „La Distancia“

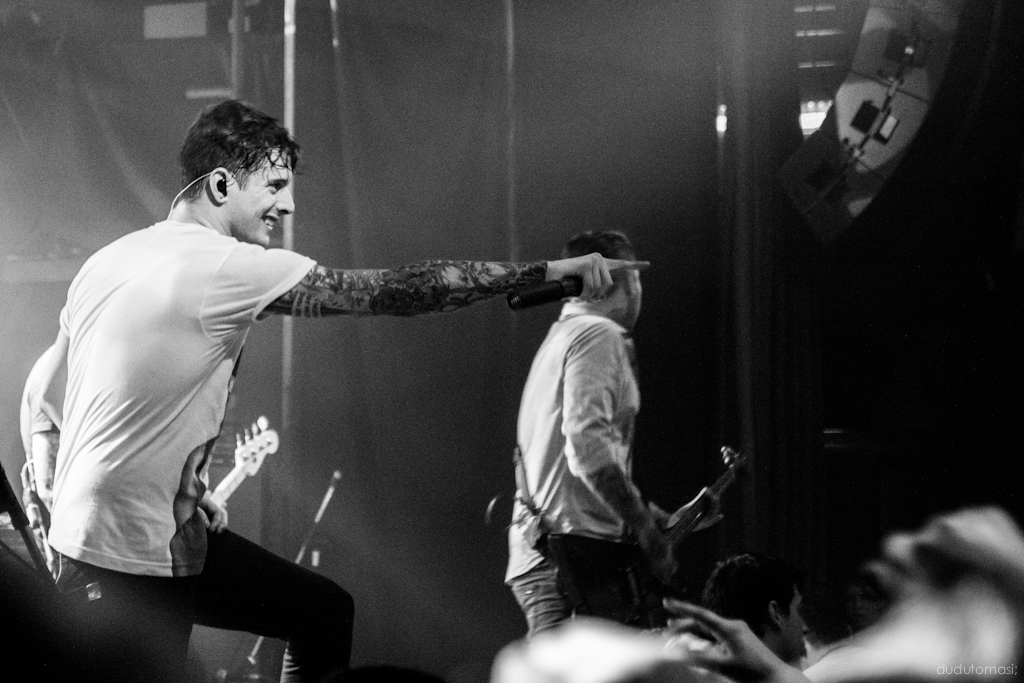
Nazareno Gomez (vorn) im Jahr 2012 in Buenos Aires

Deny wurde im Jahr 2007 in Buenos Aires der Hauptstadt Argentiniens gegründet und besteht aus den sechs Musikern Nazareno Gomez (Gesang), Joaquín Ortega (Gitarre, Gesang), Mateo Sevillano (Gitarre), Juan Pablo Uberti (Bass, Gesang) und Agustín Dupuis (Schlagzeug). Jonathan Perez (Keyboard) verließ die Gruppe Anfang des Jahres 2013.
2009 erschien die Debüt-EP La Distancia über Inmune Records. Die EP wurde von Javier Casas (Nueva Ética) und Matias Espinoza (Dar Sangre) produziert. Am 11. Februar 2009 spielte die Gruppe gemeinsam mit Coralies, Dar Sangre, Silverstein und Alesana auf dem Súper Rock de Capital Federal in Buenos Aires. Den Rest des Jahres verbrachte die Gruppe damit ihre EP in ganz Buenos Aires bekannt zu machen. Im Jahr 2010 spielte die Gruppe bei No Soy Rock, einem Rockmusik-Festival, auf dem jährlich um die 30 Bands aus der gesamten Hardcore-Punk-Szene auftreten. Am 24. August 2010 spielte die Band als Vorgruppe von August Burns Red und Blessthefall im Roxy in Palermo, einem Stadtteil von Buenos Aires.

### 2011–2013: „Reino de Tormentas“

Das alte Logo der Band, welches bis 2013 verwendet wurde

Am 12. Juni 2011 spielte die Gruppe als Vorband für A Day to Remember im Rahmen der „What Separates Me from You Tour“ im Teatro Colegiales in Buenos Aires. Am 23. September 2011 erschien mit Reino de Tormentas das Debütalbum über Pinhead Records, zu dem die Gruppe inzwischen gewechselt ist. Inzwischen ist das Album über „Drittanbieter“ bei einem Online-Versand in Deutschland, Italien, Frankreich und Großbritannien erwerbbar. Auch in Japan kann dieses Album gekauft werden. Am 15. und 16. Oktober spielte die Gruppe erstmals im Ausland. Deny gaben Konzerte in Valparaíso und Santiago de Chile, wo Admira Mi Desastre im Vorprogramm auftraten.

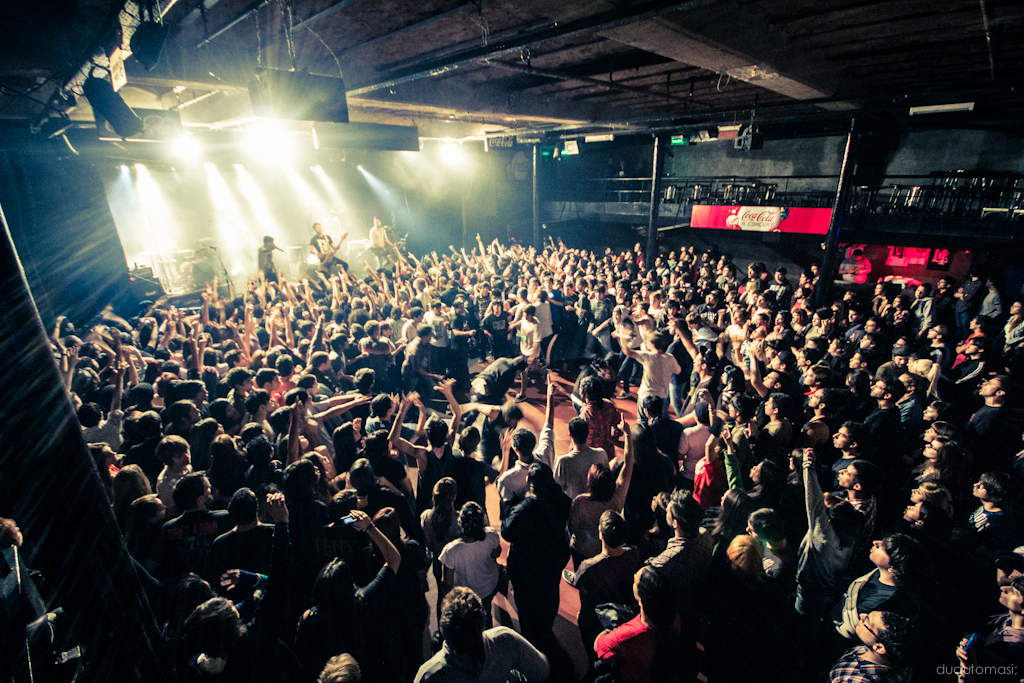
DENY live 2012

Am 24. Februar 2012 wurde die EP La Distancia über Pinhead Records neu veröffentlicht. Auf dieser EP sind, im Vergleich zur Erstauflage, zwei Bonustitel enthalten. Am 23. Februar 2012 spielte Deny gemeinsam mit Valor Interior, Oliver, Sherwin und Polybius. Am 17. März 2012 folgte ein zweiter Auftritt beim No Soy Rock in Palermo, unter anderem mit Shaila. Am 13. Mai 2012 feierte die Gruppe ihr fünfjähriges Bestehen im Nachtclub La Trastienda Club in Buenos Aires gemeinsam mit der Gruppe Efecto Amalia. An diesem Tag wurde das erste Musikvideo der Gruppe zum Song „Si Pudiera Salvarte“ aus dem Debütalbum „Reino de Tormentas“ premiert. Als Gastmusiker traten Andy Druetta (Schlagzeuger der Band Melian) und Hernán Langer (Gitarrist bei Carajo) auf. DENY gab im Juli mehrere Konzerte im Raum Buenos Aires, darunter Mar del Plata, La Plata und Flores, sowie ein Konzert in Ituzaingó, Corrientes. Letzteres fand am 28. Juli 2012 statt. Auf der „Resistance Tour“, welche am 25. August 2012 in Haedo stattfand, war die Gruppe mit Attaque 77 und Carajo zu sehen.
Am 17. September 2012 spielten DENY gemeinsam mit Mi Ultima Solucion als Vorgruppe von Memphis May Fire im Salon Puyrredon in Buenos Aires. Dieses Konzert mit Memphis May Fire fand im Rahmen ihrer Südamerika-Tour statt. Auch hatte die Gruppe einen Auftritt im Nachbarland Chile als Headliner auf dem Monster Rock Fest in Santiago de Chile gemeinsam mit Valor Interior, Admira Mi Desastre, Drop the Gun, Sophia The Ocean, Divide y Conquista und Incomarose vor 5000 bis 7000 Besuchern. Außerdem trat die Gruppe am 11. und 12. Oktober erstmals in Uruguay auf. Die Konzerte fanden in Maldonado und Montevideo statt. Am 4. September 2012 veröffentlichte DENY ihr zweites Musikvideo, diesmal zum Stück E.X.E aus dem Debütalbum Reino de Tormentas. Dabei wurden Video-Mitschnitte von den Konzerten in Mar del Plata und während der „Resistance Tour“ in Buenos Aires in dem Video verarbeitet. Am 26. Dezember 2012 spielte die Gruppe ein Gratis-Konzert mit Valor Interior und Melian. Zwischenzeitlich gab die Gruppe bekannt an einem neuen Tonträger zu arbeiten.

### 2013–2019: DVD „Por Siempre“, zweites Album „Invencible“ und Auflösung

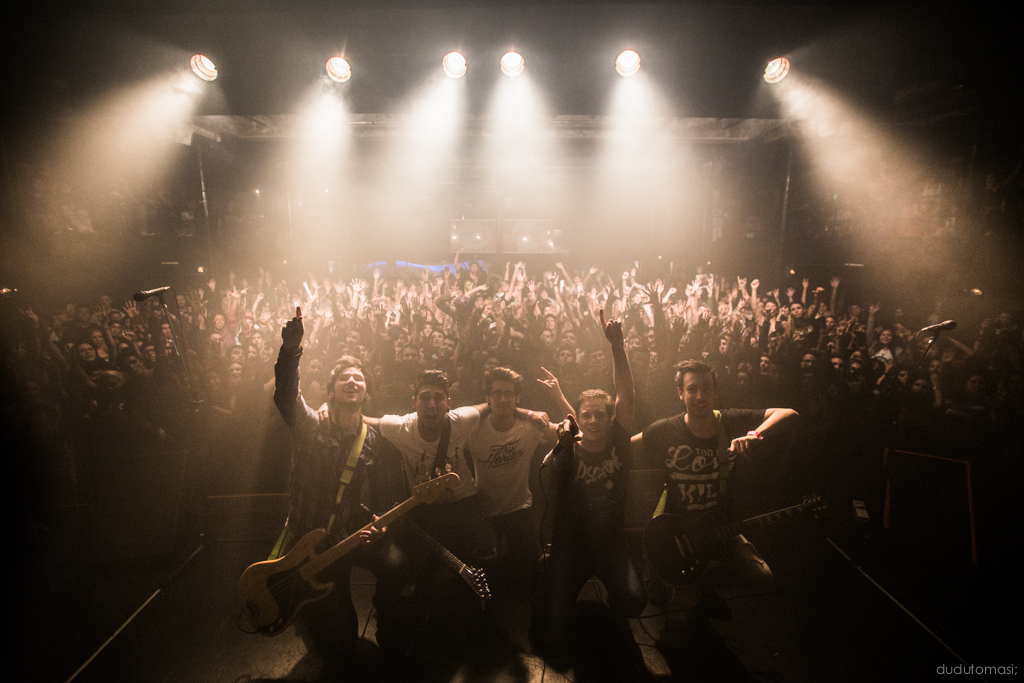
DENY kurz nach der Release-Show für ihre DVD „Por Siempre“ im La Trastienda Club am 18. Mai 2013

Das erste Konzert des Jahres 2013 fand am 26. Januar im Groove in Buenos Aires statt. Die Gruppe spielte dort gemeinsam mit Carajo. Am 23. März gab die Gruppe bekannt, dass die DVD am 18. Mai veröffentlicht werden und Por Siempre heißen soll. Am 24. November 2012 spielten Deny im Groove ein Konzert, das aufgezeichnet wurde. Die Idee, eine DVD zu produzieren, entstand laut der Band „von heute auf morgen“. Die Gruppe spielte im April erneut auf der Resistance Tour. Die Band trat unter anderem mit Cirse und Bulldog in Temperley auf. Am 18. Mai 2013 wurde die DVD Por Siempre während einer Release-Party im La Trastienda Club in Buenos Aires offiziell veröffentlicht. Über das spanischsprachige Online-Musikmagazin Acá Pasan Cosas konnte das Konzert im Internet als Livestream auf deren Facebook-Präsenz mitverfolgt werden. Zwischenzeitlich tourte die Gruppe im Rahmen der Por Siempre Tour durch Argentinien, um für ihre DVD zu werben, darunter in Córdoba, Tucumán, Campana und Rosario. Auch spielte die Gruppe auf dem Innovafest, welches zwischen dem 14. und 16. Juli 2013 in Quilmes stattfand.
Die Musiker bestätigten außerdem bereits, an neuem Material zu arbeiten. Erste Stücke seien bereits fertig. Zwischen dem 3. und 6. Oktober 2013 spielte die Gruppe ihre erste kleinere Konzertreise durch Brasilien. Als Begleitung wurde die brasilianische Post-Hardcore-Band Every Man is An Island bestätigt. Die Gruppe war am 6. Oktober 2013 in São Paulo im Rahmen des Sampa Music Festivals zu sehen. Tags zuvor spielte die Band in Curitiba mit der brasilianischen Rockband Confronto. Am 5. Dezember 2013 spielte die Gruppe ein Konzert im Niceto Club in Buenos Aires, welches für das nationale Fernsehen aufgezeichnet wurde. Ausgestrahlt wurde die Show am Sonntag, dem 8. Dezember 2013 auf dem Sender Quiero Musica en mi Idioma in der Sendung Q-News. Am 26. November 2013 spielte die Gruppe den ersten Song aus dem neuen Album. Der Titel des Liedes ist Un año más.
Am 5. Februar 2014 begannen die Musiker mit der Vorproduktion des neuen Albums. Vereinzelt gab die Band bis April 2014 Shows im Umland von Buenos Aires. Das neue Album heißt Invencible und soll voraussichtlich am 12. Juli 2014 auf dem Markt kommen. Am 8. Juni 2014 spielte die Gruppe auf dem Ciudad Emergente, einem Kulturfestival in Buenos Aires, das von mehr als 250.000 Zuschauern besucht wurde. Dabei sahen 4,000 Zuschauer den Auftritt der Band beim Ciudad Emergente. Am 19. Oktober 2014 trat die Gruppe auf dem Metal Para Todos, welches im Microestadio Malvinas Argentinas stattfand, auf. Dort teilte sich die Band die Bühne mit Coralies und den Heavysaurios. Zwischen Februar und Juni 2015 waren, neben Auftritten in Argentinien, erstmals auch Konzerte in Peru, Ecuador, Kolumbien und Panama geplant. Am 1. September 2015 spielte die Gruppe im Vorprogramm für Issues und Falling in Reverse in Buenos Aires. Elf Tage später absolvierte Deny erstmals ein Konzert in Paraguay. Am 30. September 2015 war die Band im Vorprogramm für System of a Down und Deftones zu sehen, welche an diesem Tag im Estadio GEBA des argentinischen Fußballklubs Gimnasia y Esgrima de Buenos Aires auftraten. Am 9. März 2016 spielt die Gruppe im Vorprogramm von Bring Me the Horizon.
Anfang März des Jahres 2017 gab Bassist Juan Pablo Ubertí bekannt nach zehn Jahren bei Deny auszusteigen. Am 31. März des gleichen Jahres spielte die Band erstmals auf dem Lollapalooza in Buenos Aires. Nachdem die Gruppe mit dem Lied El Enemigo eine weitere Single veröffentlichte, kündigten die Musiker Anfang März des Jahres 2019 ihre Auflösung an. Das letzte Konzert fand am 22. Juni 2019 statt.

### 2025: Neuformierung und „Documento 4“
Im April 2025 gaben die Musiker die Neuformierung der Band bekannt und kündigten für den 9. Oktober 2025 ihr Comeback-Album Documento 4 an. Die erste Single, El Cielo wurde im Juli 2025 als Musikvideo auf YouTube veröffentlicht.

## Musikstil
Deny spielte klassischen Post-Hardcore, den sie mit Elementen des Metalcore und des Screamo vermischt. Als musikalische Einflüsse nennt die Gruppe Szenegrößen wie Alexisonfire und Underoath, aber auch Bad Religion und Pennywise zählen zu den Einflüssen der Gruppe. Außerdem finden sich in den Songs vereinzelt auch Elemente des Alternative Rock wieder. Bis auf 3 Songs, werden alle Stücke der Band auf Spanisch gesungen. Vereinzelt findet man auch Elemente von elektronischer Musik wieder. Die Musik der Band erinnert eher an We Came as Romans aus den USA. In einem weiteren Interview nannte Nazareno Gomez Bands wie Bring Me the Horizon, Motionless in White, While She Sleeps, The Ghost Inside und You Me at Six als weitere musikalische Einflüsse.
Der Sound der Gruppe auf der EP La Distancia klingt aggressiver, als auf dem 2011 veröffentlichten Debütalbum. Die Sounds von Keyboarder Jonathan Perez treten deutlich in den Hintergrund der Musik. Gesangstechnisch wurden klaren Gesangsparts reduziert und der unklare Gesang von Frontsänger Nazareno Gomez rückt in den Vordergrund.

## Diskografie

### Alben
- 2009: La distancia (EP, Inmune Records, 2012 Neuveröffentlichung bei Pinhead Records mit 2 Bonustracks)
- 2011: Reino de Tormentas (Album, Pinhead Records)
- 2013: Por siempre (Live-DVD, Pinhead Records)
- 2014: Invencible (Album)

### Musikvideos
- 2012: Si pudiera salvarte
- 2012: E.X.E
- 2012: Lo que siempre buscabámos

## Weiteres
Tobias Gomez Antolini, Bruder des Sängers Nazareno, spielt ebenfalls in einer Band. Diese heißt En Nuestros Corazones. Dessen Debütalbum war ursprünglich für Juli zur Veröffentlichung über Vegan Records angesetzt. Das Album wurde am 16. September 2012 auf dem Markt gebracht.